# Younes Sabeur Cherif
 (indiquez la date de pose grâce au paramètre date).
L'article doit être relu — et modifié si nécessaire — par des contributeurs indépendants pour apporter un regard critique aux contributions effectuées en violation des conditions d'utilisation de Wikipédia, tant sur la forme (notamment concernant le style encyclopédique, la proportionnalité) que sur le fond (la neutralité de point de vue, la qualité et l'indépendance des sources).
 (août 2025).
 (août 2025).
Motif : Où sont les sources secondaires, centrées et indépendantes qui montrent que les critères d'admissibilité sont atteints ?
- Archive Wikiwix
- Bing
- Cairn
- DuckDuckGo
- E. Universalis
- Gallica
- Google
- G. Books
- G. News
- G. Scholar
- Persée
- Qwant
- (zh) Baidu
- (ru) Yandex
- (wd) trouver des œuvres sur Wikidata

| 1. | Préciser le motif de la pose du bandeau. | Précisez le motif de la pose du bandeau en utilisant la syntaxe suivante : {{admissibilité à vérifier\|date=août 2025\|motif=remplacez ce texte par le motif}}                            |
| 2. | Informer les utilisateurs concernés.     | Pensez à avertir le créateur de l'article, par exemple, en insérant le code ci-dessous sur sa page de discussion : {{subst:avertissement admissibilité à vérifier\|Younes Sabeur Cherif}} |

Younes Sabeur Chérif, né le 7 juillet 1989 à El Mouradia (Alger), est un journaliste, animateur de télévision, producteur et conseiller en communication algérien. Il est notamment connu pour ses émissions de débats diffusées sur plusieurs chaînes audiovisuelles algériennes.

## Biographie et parcours professionnel
Younes Sabeur Chérif est diplômé en sciences politiques et relations internationales de l'université d'Alger, puis en journalisme, avec une spécialisation en géopolitique des médias.
Il commence sa carrière en 2010 à la radio nationale algérienne, notamment à Jil FM. Le 18 avril 2014, il démissionne pour protester contre la couverture jugée partiale de la campagne présidentielle en faveur d’Abdelaziz Bouteflika.
De 2014 à 2016, il rejoint le groupe Echorouk, où il anime l’émission matinale Echorouk Morning.
De 2016 à 2019, il conçoit et présente le talk-show Mazal El Hal sur la chaîne El Djazairia One. Il y est entouré notamment de Mohamed Sidoumou, Abdellatif Belkaim et Tinhinane Kerchouche. Il quitte la chaîne en 2019.
En 2018, il participe à la création de Jow Radio, première radio digitale en Algérie, où il travaille jusqu’en 2021. Selon un classement publié le 19 décembre 2018 par DIA, il figure parmi les animateurs en vue du paysage audiovisuel pour son travail sur Mazal El Hal.
En 2021, il se présente aux élections législatives, mais ne siège pas à l’Assemblée populaire nationale.
Depuis 2022, il anime l’émission hebdomadaire Ki Ma Kan El Hal sur One TV, avec un panel de chroniqueurs composé notamment de Mahrez Rabia, Kamel Abdat, Abderrahmane Djelti, Mohamed Allal, Zineb Benzita, Hicham Moufouk, Nassim Haddouche, Mustapha Mazouzi et Abderrazak Boukebba.

## L’affaire du romanHourisde Kamel Daoud
En 2024, il diffuse un reportage sur One TV où Saâda Arbane, rescapée du terrorisme, affirme que Kamel Daoud et son épouse auraient utilisé sa vie privée, racontée en thérapie, comme source d’inspiration pour le roman Houris, sans son consentement. Cette affaire soulève un débat national sur le secret médical et la déontologie littéraire,,.

## Style journalistique
Depuis 2010, Younes Sabeur Chérif a réalisé de nombreuses interviews avec des personnalités politiques, culturelles et médiatiques.
Son style s’inspire de formats hybrides d’info-divertissement, mêlant humour, ton direct, séquences visuelles et intégration du dialecte algérien. Il est parfois rapproché du style de Thierry Ardisson, Yann Barthès ou Jimmy Fallon.

## Autres projets
En 2017, il apparaît dans le documentaire Enquête au paradis de Merzak Allouache, qui remporte le FIPA d’or et le prix du jury œcuménique à la Berlinale,,.
Depuis 2020, il exerce la fonction de conseiller en communication auprès du ministère des startups et de l’économie de la connaissance en Algérie, où il participe à la stratégie de communication institutionnelle, aux campagnes sur l’entrepreneuriat et aux conférences africaines sur l’innovation.